# طورهان المفتي
طورهان مظهر المفتي هو جيولوجي وسياسي عراقي ولد في محافظة كركوك سنة 1972 من أبوين تركمانيين، وقد شغل منصب وزير الدولة لشؤون المحافظات في الحكومة العراقية 2010. حاليا مستشار رئيس مجلس الوزراء لشؤون المياه منذ ٢٠٢٤ .

## الوظائف
- رئيس جيولوجيين اقدم في وزارة النفط 1997-2010، وخبير منذ 2015
- أستاذ جامعي ومحاضر ومشرفا على الدراسات العليا منذ سنة 2000 وحتى الآن
- عضو مجلس محافظة كركوك 2005-2010
- أمين عام الهيئة التنسيقية العليا للمحافظات غير المنتظمة بإقليم 2010-2014
- وزير دولة لشؤون المحافظات 2010-2014[1][2][3]
- وزير الاتصالات وكالة 2012-2014[4]
- رئيس وعضو عديد من اللجان في مجلس النواب العراقي (أكثر من 50 لجنة خلال الفترة 2010-2020)
- مستشار السيد رئيس الجمهورية 2014-2015
- رئيس السكرتارية للهيئة العليا للتنسيق بين المحافظات بدرجة وزير 2015-2020
- ممثل الحكومة في مجلس النواب 2017-2020
- مستشار رئيس البرلمان لشؤون المحافظات والأقاليم 2022- ولغاية الآن

## الشهادات
- حاصل على شهادة بكالوريوس في الجيولوجيا 1994.
- حاصل على شهادة اللغة الانكليزية 1994.
- حاصل على الشهادة الماجستير في الجيوكيمياء 1996.
- حاصل على شهادة بحوث العمليات 1998
- حاصل على شهادة الحاسوب 1999.
- حاصل على شهادة دكتوراه فلسفة في الجيولوجيا: استخدام تقنيات الأقمار الصناعية (التحسس النائي) والجيوكيمياء 2002
- حاصل على شهادة خاصة في الإدارة المحلية من معهد ENA الفرنسية 2019.
- حاصل على شهادة الادارة التنفيذية من معهد الحوكمة 2016-2018 كندا.

## الكتب المؤلفة
- كتاب التجديد في التفسير والآثار (الجب في قصة يوسف نموذجا) 2010.
- كتاب في اللامركزية في الإدارة بجزئين 2012.
- دواوين شعرية:
  - نصيف الشمس 2012.
  - ساحل السكينة 2013.
  - موسم النرجس 2018.

بالإضافة إلى أكثر من 55 بحثا ودراسة منشورة داخل وخارج العراق في مجالات النفط والبيئة والتحسس النائي والجيوكيمياء والزراعة والآثار والدراسات الاستراتيجية.